# Xfce
اِکس‌اِف‌سی‌ئی (به انگلیسی: Xfce) یک میزکار آزاد و متن باز برای سیستم‌عامل های لینوکس و شبه یونیکس است.
هدف اکس‌اف‌سی‌ئی این است که سبک، سریع و ساده باشد و در عین حال ویژگی‌ها و قابلیت‌های شخصی‌سازی بالایی داشته باشد. این میزکار از بسته‌های نرم‌افزاری مستقلی تشکیل شده‌است که با همدیگر یک میزکار با تمام امکانات را به وجود می‌آورند. اما کاربر می‌تواند هر کدام از این قسمت‌ها را در زیر مجموعه‌های کوچکتری برای ساختن یک محیط کاری شخصی انتخاب کند. نام «اکس‌اف‌سی‌ئی» مخفف هیچ چیزی نیست و هیچ معنی خاصی هم ندارد.